# Hella (Unternehmen)
Die Hella GmbH & Co. KGaA (Eigenschreibweise HELLA) ist ein börsennotierter deutscher Automobilzulieferer mit Sitz in Lippstadt.
Die Kerngeschäfte gliedern sich in drei Segmente: Automobilindustrie (Automotive), Aftermarket und besondere Anwendungsgebiete (Special Applications). Der Konzern verfügt über 125 Standorten weltweit.
Das Unternehmen steht im Mehrheitsbesitz des französischen Automobilzulieferers Forvia.

## Geschichte

### 1889 bis 1933
Das Unternehmen wurde 1899 von Sally Windmüller unter dem Namen „Westfälische Metall-Industrie Aktien-Gesellschaft (WMI)“ gegründet. Zu dieser Zeit bestand das Produktprogramm aus Ballhupen und Kerzen- und Petroleum-Lampen für Kutschen.
Der Name Hella wurde erstmals 1908 als Warenzeichen für eine Karbidlampe für Fahrzeuge verwendet. 1923 übernahm die Lüdenscheider Fabrikantenfamilie Hueck die Aktienmehrheit. 1986 wurde der Name Hella schließlich in die Firmenbezeichnung aufgenommen. Die wahrscheinlichste Erklärung für den Markennamen wird Sally Windmüller persönlich zugeschrieben, der damit seine Frau Helene, in Kurzform Hella, ehren wollte, gleichzeitig aber die spielerische Assoziation zwischen dem Namen und dem Wort „heller“ nutzen wollte.
Nach der Machtübergabe förderten die Nationalsozialisten die Motorisierung, auch durch Abschaffung der Kraftfahrzeugsteuer. Die Produktion allein von Scheinwerfern vervierfachte sich bei der WMI dadurch innerhalb von fünf Jahren. Für den KdF-Wagen lieferte die Firma Scheinwerfer, Leuchten, Signalhörner und Winker. Sie erhielt 1936 einen großen Exklusivauftrag von Ford für den gesamten Bedarf an Zubehörteilen. Nach Höhe der Umsätze 1939 folgten danach Noris und Auto Union.:31 WMI eröffnete 1935 als erstes deutsches Unternehmen eine Lehrlingswerkstatt zur Ausbildung von Werkzeugmachern und Maschinenschlossern. Die Zahl der Beschäftigten stieg von 300 im Jahr 1933 auf 1700 im Jahr 1939. In 1935/36 wurden hochwertige Maschinen für den Lehren- und Werkzeugbau beschafft.

### Zweiter Weltkrieg
Schon im Geschäftsjahr 1939/40 machte die Rüstungsindustrie 57,7 % des Umsatzes aus. Wie bereits im Ersten Weltkrieg wurden große Mengen an Munition hergestellt, dafür setzte das Unternehmen vermehrt Frauen ein. Auch Zwangsrekrutierte und ab November 1944 auch KZ-Häftlinge: 335 jüdische Frauen, aus dem dafür eingerichteten Außenlager Lippstadt II des KZ Buchenwald ein.:261–263

### Nach dem Zweiten Weltkrieg
Von Luftangriffen verschont, erhielt die WMI im Juni 1945 von der Besatzungsbehörde die Genehmigung zur Wiederaufnahme der Aktivitäten. Demontageschäden beliefen sich auf nur 8616 Mark.
Mit der Erweiterung des Unternehmens wurde begonnen, sodass im Jahr 1951 die erste deutsche Tochtergesellschaft in Todtnau als Metallwerke Todtnau gegründet wurde, die dann im Jahre 1976 in den heutigen Standort nach Wembach verlegt wurde. Heute verfügt das Unternehmen in Deutschland unter anderem über Standorte in Lippstadt, Bremen, Recklinghausen, Regensburg, Hamm (Bockum-Hövel), Nellingen und Wembach. Das seit 1973 bestehende Zentrallager in Erwitte firmierte als Hella Distribution. In den frühen 1960er-Jahren wurde ebenso mit der Internationalisierung des Unternehmens begonnen und im Jahr 1961 die erste ausländische Produktionsstätte in Mentone, Australien, gegründet.
Seit den 1990er Jahren war Hella zudem an mehreren Joint Ventures mit anderen Automobilzulieferern beteiligt, um über die Kerngeschäftsbereiche hinaus Kompetenzen in weiteren Bereichen aufzubauen. 2020 betrieb Hella verschiedene Kooperationen mit Behr, Plastic Omnium, Samlip, Leoni, Mando, TMD Friction und InnoSenT GmbH, Changchun FAWAY Automobile Components, BAIC, Faurecia und Oculii. Joint Ventures sind beispielsweise HBPO GmbH und BHTC GmbH in Lippstadt oder auch Intedis in Würzburg. Die unterschiedlichen Joint Ventures beschäftigten sich u. a. mit Frontends (Joint Venture HBPO GmbH, Lippstadt) sowie Klimaregelsystemen und Sensoren (Joint Venture BHTC GmbH, Stuttgart), der Architektur von Elektronik-Bordnetzen (Joint Venture Intedis) und der Entwicklung von Diagnose-Hardware (Joint Venture Hella Gutmann Solutions, Ihringen). Des Weiteren wurde im Jahr 2002 die gemeinsame Holdinggesellschaft Hella Stanley mit Stanley Electric als Partner und mit Sitz in Melbourne gegründet.
Seit 2017 hat Hella brighter AI und Yptokey aus dem hauseigenen Inkubator ausgegründet. Brighter AI wurde 2025 von dem CCTV-Spezialisten Milestone Systems A/S, einer Canon-Tochter gekauft, bleibt als Firma jedoch unabhängig.

### Übernahme durch Faurecia 2021
Im Mai 2021 wurde bekannt, dass die Eigentümerfamilie Hueck/Röpke ihren 60-prozentigen Unternehmensanteil verkaufen will. Neben mehreren Finanzinvestoren äußerten zunächst die Unternehmen Knorr-Bremse und Faurecia Interesse an einer Übernahme. Knorr-Bremse aber verwarf seine Übernahmepläne. Die Automobilzulieferer Plastic Omnium und Mahle traten in das Bieterverfahren ein.
Am 14. August 2021 wurde die Übernahme des 60-%-Aktienpakets durch Faurecia angekündigt. Kurz darauf entschied die Unternehmerfamilie Hueck/Röpke, dass sie dieses Paket an den technologisch komplementären Partner Faurecia verkaufen wird. Der Kaufpreis betrug rd. 3,4 Milliarden Euro und wurde auch durch Aktientausch und Rückbeteiligung des Hueck/Röpke Family Pools finanziert. Faurecia kündigte weiterhin ein Übernahmeangebot zum Erwerb der restlichen Hella-Aktien zum Preis von 60,00 EUR pro Aktie an. Danach hätte Faurecia für das gesamte Unternehmen 6,7 Milliarden Euro zahlen müssen. Tatsächlich erwarb Faurecia bis Anfang 2022 nur weitere 20 %. Durch die Übernahme entstand der derzeit siebtgrößte Autozulieferer der Welt.
Kurz danach änderte die Faurecia SE ihren Firmennamen in Forvia SE. Umgangssprachlich wurden alsdann für die Hella GmbH & Co. KGaA die Bezeichnung Forvia Hella und für die Forvia SE die Bezeichnung Forvia Faurecia eingeführt. Die Produkte der Hella GmbH & Co. KGaA werden allerdings weiterhin unter dem eingeführten Markennamen Hella vertrieben.

## Gesellschafterstruktur
(Stand: 31. Dezember 2024)
Kommanditaktionäre:
- Forvia SE – 81,6 %
- Streubesitz – 18,4 % (incl.) Elliott Investment Management LP (Paul Singer) – 9,91 %

## Aufteilung
Das Segment Automotive setzt sich zusammen aus Entwicklung, Herstellung sowie Vermarktung von Komponenten und Systemen der Lichttechnik und Elektronik für Fahrzeughersteller und andere Zulieferer. Im Segment Aftermarket entwickelt, produziert und vermarktet Hella Produkte für den unabhängigen Teilehandel und für Werkstätten (Hella Service Partner). Das ehemals dazugehörige Handelsgeschäft wurde 2018 veräußert. Das Segment Special Applications bedient Zielgruppen von Baumaschinen- und Bootsherstellern bis hin zu Kommunen und Energieversorgern mit Licht- und Elektronikprodukten. In Joint-Venture-Unternehmen werden zudem komplette Fahrzeugmodule und Bordnetze gefertigt.

## Produkte

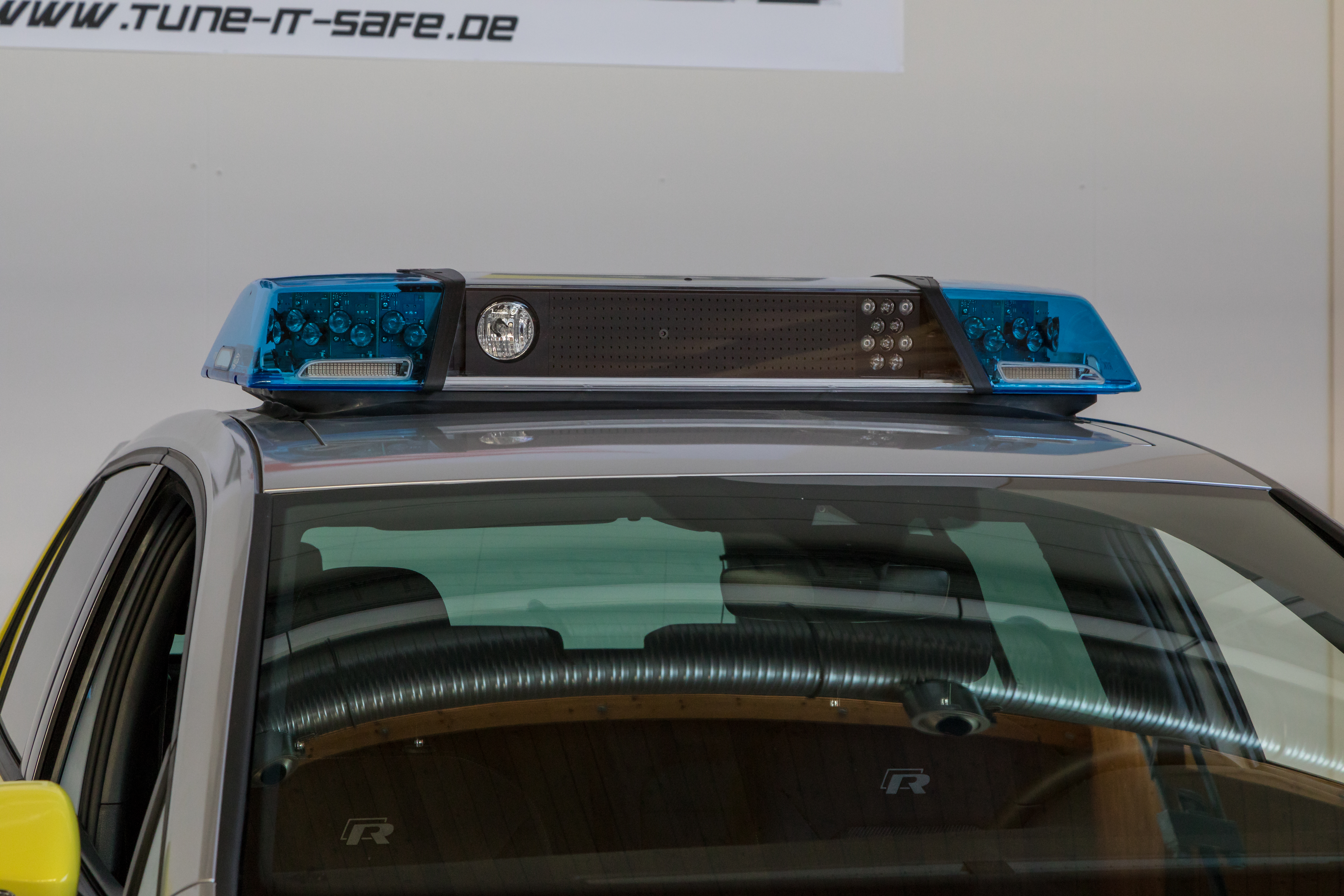
Hella RTK 7-Sondersignalanlage

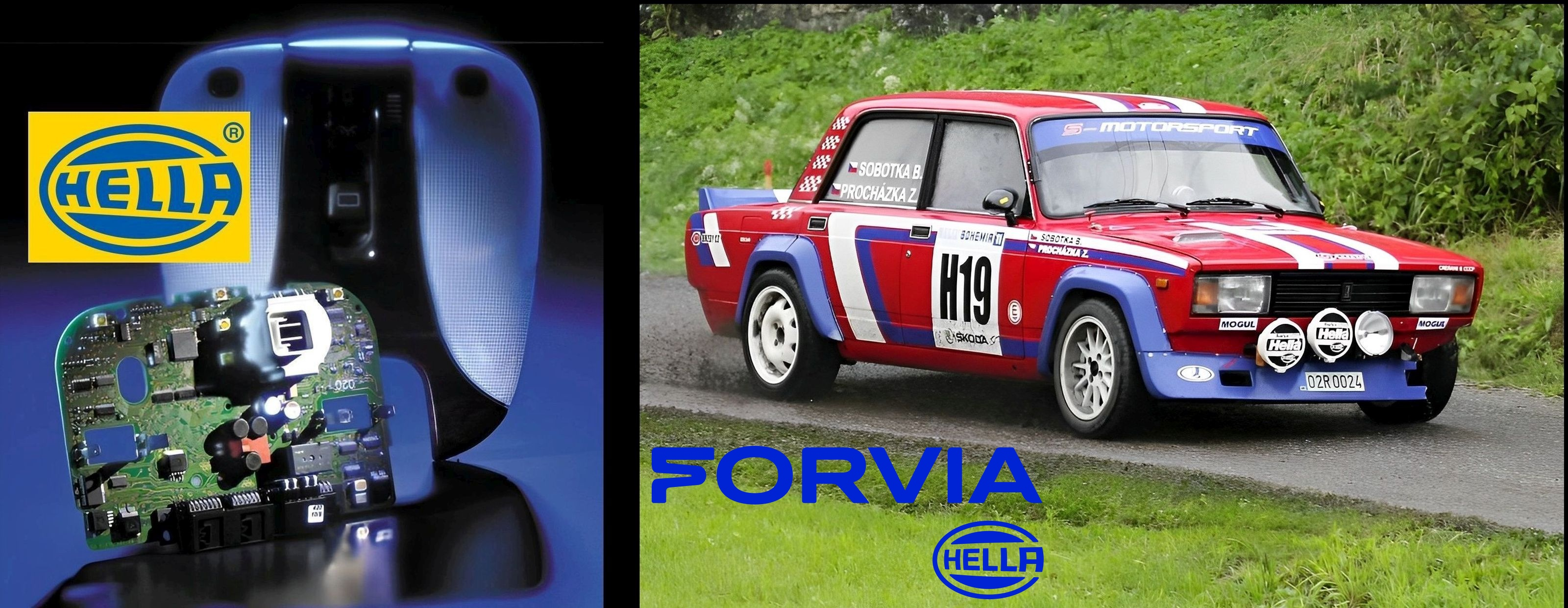
Modul und Rally car, altes und neues Logo

- Im Geschäftsbereich Licht entwickelt und fertigt Hella Scheinwerfer, Leuchten und Innenbeleuchtung. Aktuelle Innovationen sind sensorengesteuerte Scheinwerfersysteme, die sich der jeweiligen Fahr- und Wettersituation anpassen, Blendfreies Fernlicht und „Solid State Lighting | High Definition“, bei dem bis zu 30.000 Pixel innerhalb des LED-Scheinwerfers einzeln intelligent angesteuert werden können.[16] Scheinwerfer mit LEDs als Lichtquellen für Abblendlicht und Fernlicht werden bereits in Serie produziert, ebenso für Positions- und Tagfahrlicht.
- Kamerabasierte Fahrerassistenzsysteme zur Optimierung der Lichtverteilung in Abhängigkeit von der jeweiligen Verkehrssituation wurden entwickelt. Dazu übernahm das Unternehmen 2006 den in Berlin ansässigen Spezialisten AGLAIA für visuelle Sensorsysteme.[17] Bereits zwei Jahre später ging das erste bei Hella entwickelte kamerabasierte Fahrerassistenzsystem in Serie.[18]
- Systeme zur Effizienzsteigerung sowie Sicherheits- und Komfortsysteme prägen das Elektronik-Produktportfolio. Dazu gehören Datenbus-fähige elektronische Steuergeräte sowie Dachbedieneinheiten in Form von Licht-Elektronik-Modulen, aber auch Fahrzugangs- und Fahrberechtigungssysteme. Module für das Energiemanagement optimieren den Energiehaushalt des Bordnetzes und verbessern die Batterie-Ladebilanz. Weitere Produktfelder sind elektronische Fahrerassistenzsysteme, auch gestützt auf 24-GHz-Radarsensoren. Wichtige Produkte sind hier Spurwechselassistenten und Ausparkhilfen. Weitere wichtige Produktbereiche sind elektronische Komponenten wie Aktuatoren, Fahrpedalgeber, Lenksteuergeräte für EPS-Systeme, Ölsensoren, Positionssensoren, Regen/Lichtsensoren, Scheinwerferreinigungsanlagen und Vakuumpumpen.

- Neben Fahrzeugzubehör für zivile Pkw entwickelt und fertigt Hella auch Sondersignalanlagen für behördliche Einsatzfahrzeuge. Dazu gehören Rundumkennleuchten und Blitzkennleuchten (in blau und gelb), optische Warnsysteme (OWS) sowie Rundum-Ton-Kombinationen (RTK). Das sind kompakte Dachaufbauten, die zwei Blaulichter, Folgetonhorn und optional verschiedene Zusatzelemente vereinen. Sie werden beispielsweise von Polizei, Rettungsdienst, Feuerwehr und THW genutzt. Zur Produktpalette für Behörden gehören weiterhin Scheinwerfer, sog. Straßenräumer (Blitzleuchten am Stoßfänger) und einige weitere Produkte, beispielsweise verdeckte Sondersignalanlagen für zivile Einsatzfahrzeuge.
- Das neuseeländische Tochterunternehmen Hella-New Zealand Limited liefert mit dem Hella-Marine-Programm Leuchten für den Schiffseinsatz. Dazu gehören neben Mast- und Innenleuchten in LED-Technik auch Leuchtensysteme für Bootstrailer.
- 2014 ging Hella mit dem chinesischen Automobilhersteller BAIC eine Kooperation ein, um speziell auf den chinesischen Markt zugeschnittene Lichtsysteme zu entwickeln und zu produzieren.[19]
- 2020 ging Hella eine strategische Partnerschaft mit dem US-amerikanischen Start-Up Oculii ein, um neue Radarsysteme für automatisiertes Fahren zu entwickeln.[20]

## Produktentwicklung
| Jahr | Entwicklung |
| ---- | --- |
| 1908 | Erste elektrische Scheinwerfer |
| 1915 | Erstes Abblendlicht |
| 1936 | Scheinwerfer für den Volkswagen-Prototyp |
| 1957 | Asymmetrische Lichtverteilung |
|      | Erstes Blinkersteuergerät |
| 1965 | Erster vollelektronischer Blinkgeber |
| 1971 | H4-Halogenlicht |
| 1976 | Elektropneumatisches Geschwindigkeitsregelungssystem |
| 1983 | Erster DE-Projektionsscheinwerfer |
| 1988 | Freiformreflektor |
| 1992 | Gasentladungs-Xenon-Scheinwerfer der ersten Generation geht in Serie |
| 1993 | Zulassung des ersten europäischen Hauptscheinwerfers mit Kunststoffstreuscheibe |
| 1998 | Erster Funkschlüssel für Fahrzeugzugangssysteme |
| 1999 | Erster Bi-Xenon-Scheinwerfer geht in Serie |
|      | Mit dem „Contactless Inductive Position Sensor“ (CIPOS) führt Hella einen eigenen Positionssensor ein, der sich bis heute millionenfach bewährt hat. |
|      | Serieneinführung integrierte Regen-Licht-Sensoren |
| 2002 | Erste spezielle Tagfahrleuchte |
| 2003 | Weltweit erste Serienanwendung von weißen LEDs im Scheinwerfer (Tagfahrlicht) |
|      | Abbiegelicht und dynamisches Kurvenlicht |
|      | Einführung des intelligenten Batteriesensor (IBS) |
| 2007 | Erste Front-Kamera mit Verkehrszeichen- und Spurerkennung und erster Spannungsstabilisator für Start-Stopp Systeme |
| 2008 | Hella stellt seinen ersten Voll-LED-Scheinwerfer vor, Markteinführung 2009. |
|      | Hella erhält weltweite Zulassung für den Spurwechselassistenten im neuen Audi A4. |
| 2010 | Entwicklung eines Lenksteuergerätes für EPS-Systeme (elektrische Servolenkung) |
|      | Erster kamerabasierter Scheinwerfer mit adaptierter Hell-Dunkel-Grenze |
| 2012 | Erster Scheinwerfer mit LED-Hauptlichtfunktionen für das Truck-Segment |
|      | Radar 2.0 für Anwendungen im Heckbereich |
| 2013 | Erster LED-Matrix-Scheinwerfer mit blendfreiem Fernlicht |
| 2014 | Waste-Gate Aktuator für Benzin-Turbomotoren |
| 2016 | Batterie Management System für Voll-Hybride und Elektrofahrzeuge |
| 2019 | Erster SSL HD LED-Scheinwerfer mit bis zu 15.000 individuell ansteuerbaren Pixeln |
| 2020 | Neueste 77-GHz-Radartechnologie für PKW geht in Serie |
| 2021 | Hella FlatLight: Optiken kleiner als ein Salzkorn, Innovative Mikrooptik-Technologie eröffnet neue Designmöglichkeiten und Funktionsvorteile im Heckleuchten-Bereich |
| 2022 | Beleuchteter Kühlergrill „Cristal Face“ für den Škoda Enyaq iV |
|      | Coolant Control Hub: verbindet als erstes Produkt seiner Art alle notwendigen Funktionen für ein effizientes Strom sparendes Thermomanagement bei Elektrofahrzeugen: die Kühlkreisläufe für Batterie, Elektromotor sowie Fahrzeuginnenraum und reduziert so bis zu 50 Prozent der Bauteile im Gesamtsystem. |
|      | Neue ambiente Fahrzeugbeleuchtung unterstützt verschiedene Fahrsituationen und kann den Innenraum situationsabhängig z. B. mit weißem Licht in ein Büro verwandeln oder mit gedämpften Farben eine Lounge-Atmosphäre hervorbringen.                                                                         |
| 2023 | Flach, effizient und skalierbar: Hella bringt FlatLight-Technologie erstmals als Tagfahrlicht in Serie |
|      | Hella und Porsche bringen weltweit ersten SSL HD-Matrix-Scheinwerfer auf den Markt |
|      | SlimLine Bi-LED-Scheinwerfer: Hella präsentiert ersten rechteckigen Bi-LED-Scheinwerfer |
| 2024 | Forvia Hella und Audi gehen mit digitalem Scheinwerferkonzept für den Q6 e-tron neue Wege. Matrix-LED-Scheinwerfer realisieren das blendfreie Fernlicht und das digitale individualisierbare Tagfahrlicht.                                                                                                  |